# Sebald Brendel
Pour les articles homonymes, voir Brendel.
Sebald Brendel, né le 8 septembre 1780 à Karlstadt et mort le 21 décembre 1844 à Wurtzbourg, est un juriste allemand.

## Biographie
Sebald Brendel étudie au lycée (de) de Wurtzbourg et s'inscrit à l'université de Wurtzbourg pour commencer des études de théologie ; auparavant, il avait déjà été formé comme candidat en théologie au séminaire. Comme le diocèse de Wurtzbourg est rattaché à l'archidiocèse de Bamberg après la sécularisation par le recès de la Diète d'Empire de 1803, ce qui entraîne un changement dans la structure de l'État et en même temps que l'université est réorganisée, il décide de changer de sujet pour le droit après trois années d'études ; l'enseignement magistral de Heinrich Eberhard Gottlob Paulus et de Friedrich Wilhelm Joseph von Schelling sont également décisives.
En tant que maître de cour du comte Karl von Rotenhan, il va dans les universités d'Erlangen, Landshut (de), Leipzig et Heidelberg en 1809.
En août 1812, il obtient son doctorat à Landshut et l'année suivante, le gouvernement du grand-duché de Bade l'autorise à donner des conférences privées à Heidelberg. Il donne des conférences sur la philosophie du droit, le droit pénal, sur l'histoire comparée de la constitution et de la législation des différents peuples, principalement orientaux. Cependant, il n'exerce cette activité que pendant une courte période afin de s'occuper de la rédaction d'articles et de traités techniques à Bamberg en 1813.
Il séjourne à Vienne en 1814 lors du Congrès de Vienne et publie divers ouvrages, notamment un mémoire sur les fondations caritatives, pour lequel il reçoit une grande reconnaissance.
Le 23 juin 1817, il est nommé professeur associé et, le 13 janvier 1818, professeur ordinaire de droit à l'université de Wurtzbourg et donne des conférences sur le droit, l'histoire allemande, l'histoire du droit, l'enseignement de la juridiction publique, le droit international et ecclésiastique, la science policière et diplomatie. Son sujet principal est le droit canon. En 1823, il écrit un manuel de droit canon catholique et protestant. Cependant, ce manuel suscite le mécontentement de l'Église catholique et fut mis à l’Index librorum prohibitorum le 6 septembre 1824.
Lors des émeutes Hep-Hep en 1819, il est soupçonné d'avoir été soudoyé par des Juifs pour défendre publiquement leur égalité ; dans plusieurs articles, il proteste contre les opinions de son collègue d'université Wilhelm Joseph Behr (de) et exige l'application de l'édit pour les Juifs bavarois de 1813. Certaines personnes qui l'ont demandé sont assassinées.
Il est membre du collège des jugements de l'université, du sénat académique, du comité administratif et du tribunal universitaire.
En 1832, il devient assesseur à la cour d'appel d'Amberg et reçoit le titre de conseiller.
Sebald Brendel épousa Anna Maria Theresia, fille du juriste Gallus Aloys Kaspar Kleinschrod (de) (1762-1824). Ils ont plusieurs enfants ensemble, deux de ses fils meurent avant lui : son fils Theodor meurt le 15 septembre 1841 en tentant de gravir le Grünten.